# Richtlinie 89/656/EWG
Die Richtlinie 89/656/EWG ist eine Europäische Richtlinie, die als dritte Einzelrichtlinie zur Richtlinie 89/391/EWG (Arbeitsschutz-Rahmenrichtlinie) die Mindestanforderungen bei der Benutzung  einer persönlichen Schutzausrüstung (PSA) ergänzt.

## Anwendung
Als dritte ergänzende Einzelrichtlinie zu den allgemeinen Vorschriften zu Gesundheitsschutz und Sicherheit der Arbeit, die in der Richtlinie 89/391/EG festgelegt sind, definiert diese Richtlinie die Mindestanforderungen für die persönlichen Schutzausrüstungen an Arbeitsplätzen. Kollektive Schutzmaßnahmen haben dabei Vorrang vor der Nutzung der persönlichen Schutzausrüstung.
Gemäß dieser Richtlinie hat der Arbeitgeber den Arbeitnehmern kostenlos eine persönliche Schutzausrüstung zur Verfügung stellen. Diese muss den entsprechenden EU-Vorschriften, wie der Verordnung (EU) 2016/425 – Gewährleistung sicherer persönlicher Schutzausrüstungen für die Nutzer entsprechen, zudem ist durch den Arbeitgeber eine einwandfreie Funktion und Hygiene zu gewährleisten. Vor der Auswahl der persönlichen Schutzausrüstung ist durch den Arbeitgeber zu prüfen, ob sie den in dieser Richtlinie vorgegebenen Bedingungen und den möglichen Risiken am Arbeitsplatz entsprechen. Arbeitnehmer sind über die zu treffenden Maßnahmen zu informieren und bei Angelegenheiten, auf die sich diese Richtlinie bezieht, angehört und beteiligt werden. Die EU-Länder sind verpflichtet allgemeine Vorschriften für die Benutzung von persönlichen Schutzausrüstungen festzulegen und Fälle und Situationen zu definieren, in Arbeitgeber die persönlichen Schutzausrüstungen bereitstellen muss.
Nach Inkrafttreten wurde diese Richtlinie durch die Richtlinie 2007/30/EG, die Richtlinie (EU) 2019/1832 und zuletzt durch die Verordnung (EU) 2019/1243 geändert.

## Anforderungen an das Inverkehrbringen
Thematisch ergänzt wurde diese Richtlinie durch die Richtlinie 89/686/EWG des Rates vom 21. Dezember 1989 zur Angleichung der Rechtsvorschriften der Mitgliedstaaten für persönliche Schutzausrüstungen, welche Bedingungen für das Inverkehrbringen innerhalb der EU und die grundlegenden Sicherheitsanforderungen an die PSA enthalten. Die Richtlinie 89/686/EWG wurde durch die Verordnung (EU) 2016/425 zum 20. April 2018 aufgehoben und ersetzt.

## Aufbau der Richtlinie  89/656/EWG
- ABSCHNITT I ALLGEMEINE VORSCHRIFTEN
  - Artikel 1 Ziel der Richtlinie
  - Artikel 2 Definition
  - Artikel 3 Allgemeine Regeln
- ABSCHNITT II PFLICHTEN DER ARBEITGEBER
  - Artikel 4 Allgemeine Bestimmungen
  - Artikel 5 Bewertung der persönlichen Schutzausrüstung
  - Artikel 6 Vorschriften für die Benutzung
  - Artikel 7 Unterrichtung der Arbeitnehmer
  - Artikel 8 Anhörung und Beteiligung der Arbeitnehmer
- ABSCHNITT III SONSTIGE BESTIMMUNGEN
  - Artikel 9 Anpassung der Anhänge
  - Artikel 10 Schlußbestimmungen
  - Artikel 11
- ANHANG I ÜBERSICHTSTABELLE ZUR ERMITTLUNG VON RISIKEN IM HINBLICK AUF DIE VERWENDUNG PERSÖNLICHER SCHUTZAUSRÜSTUNGEN
- ANHANG II ZUR ORIENTIERUNG DIENENDE, NICHT ERSCHÖPFENDE LISTE PERSÖNLICHER SCHUTZ – AUSRÜSTUNGEN KOPFSCHUTZ
- ANHANG III ZUR ORIENTIERUNG DIENENDE, NICHT ERSCHÖPFENDE LISTE DER ARBEITEN BZW . DER ARBEITSBEREICHE, FÜR DIE DIE BEREITSTELLUNG PERSÖNLICHER SCHUTZAUSRÜSTUNGEN ERFORDERLICH SEIN KANN